# Armasuisse
Das Bundesamt für Rüstung armasuisse (französisch Office fédéral de l'armement armasuisse, italienisch Ufficio federale dell'armamento armasuisse) ist eine Bundesbehörde der Schweizerischen Eidgenossenschaft. Sie ist dem Eidgenössischen Departement für Verteidigung, Bevölkerungsschutz und Sport VBS angegliedert.
Als Beschaffungs-, Technologie und Immobilienzentrum des VBS ist armasuisse zuständig für die Entwicklung, Evaluation, Beschaffung und Entsorgung von Systemen, Material der Armee und weiterer Kunden sowie für die Planung und Beschaffung von Immobilien des VBS. armasuisse ist eines der vier Beschaffungskompetenzzentren des Bundes.

## Geschichte
Als Vorläuferorganisation der armasuisse gilt die Kriegstechnische Abteilung (KTA), die bis zur so genannten Mirage-Affäre von 1964 der Armee unterstellt war. 1964 wurde sie als Gruppe für Rüstungsdienste (GRD) eine eigene Organisationseinheit des Eidgenössischen Militärdepartements (EMD). Seit dieser Zeit wird der Direktor Rüstungschef genannt. Ab 1994 wurde die Einheit in Gruppe Rüstung (GR) umbenannt. 2001 wurde das Bundesamt für Landestopographie der Gruppe Rüstung unterstellt. 2003 schliesslich wurde die Gruppe Rüstung in RUAG (mit allen Unterhalts- und Produktionsbetrieben der GR) und Gruppe armasuisse (Beschaffung und dazugehörende technische und wissenschaftliche Stellen) aufgeteilt. Mit der Ausgliederung des Bundesamts für Landestopographie per 1. März 2015 wurde die armasuisse zum Bundesamt für Rüstung, welches weiterhin unter dem Namen armasuisse auftritt.

## Organisation
Die armasuisse ist in sieben Kompetenzbereiche unterteilt:
- Ressourcen und Support
- Luftfahrtsysteme
- Landsysteme
- Führungs- und Aufklärungssysteme
- Einkauf und Kooperationen
- Wissenschaft und Technologie
- Immobilien

### Beschaffung
Der Bereich Beschaffung – bestehend aus den Kompetenzbereichen «Führungs- und Aufklärungssysteme», «Luftfahrtsysteme», «Landsysteme», sowie «Einkauf und Kooperationen» – ist zuständig für vielfältige Beschaffungen. Die vier Kompetenzbereiche sind für die aktive Mitwirkung im Planungsprozess der Auftraggeber, das strategische Beschaffungs- und Verkaufsmanagement, die operative Durchführung von Evaluation, Beschaffung, Verkauf und Entsorgung sowie die Unterstützung der Phasen Nutzung und Betreuung verantwortlich. Um die CO2-Emissionen zu reduzieren, werden für die Departemente seit 2021 im Grundsatz nur noch rein elektrisch betriebene Fahrzeuge (Elektroautos, Brennstoffzellenfahrzeuge oder gleichwertige CO2-neutrale Technologien) beschafft.

### Wissenschaft und Technologie
Der Kompetenzbereich Wissenschaft und Technologie (W+T) besteht aus den Fachbereichen Sensorik, Kommunikation und elektromagnetischer Schutz, Cyber-Defence und Information, Testcenter, Forschungsmanagement, Modellbildung und Simulation, Explosivstoffe und Munitionsüberwachung. W+T erprobt und beurteilt die Einsatz-, Funktions- und Wirkungsfähigkeit sowie die Sicherheitserfordernisse von aktuellen und künftigen Systemen der Schweizer Armee und weiterer Kunden.

### Immobilienmanagement
armasuisse Immobilien, das Immobilienkompetenzzentrum des VBS, ist für das Management von 24 000 Hektaren Land und 7 000 Objekten des VBS zuständig. Im breit gefächerten Portfolio ist armasuisse Immobilien verantwortlich für die Umsetzung und Planung bestehender und künftiger Kundenbedürfnisse, die Bewirtschaftung der militärisch genutzten Objekte, die Realisierung von Neu- und Umbauten sowie für den Verkauf und die Liquidation von nicht mehr benötigten Infrastrukturen.

## Personalbestand ab 2001
| Jahr | Vollzeitstellen |
| ---- | --------------- |
| 2001 | 857             |
| 2002 | 844             |
| 2003 | 768             |
| 2004 | 765             |
| 2005 | 745             |
| 2006 | 370             |
| 2007 | 714             |
| 2008 | 680             |
| 2009 | 667             |
| 2010 | 652             |
| 2011 | 611             |
| 2012 | 608             |
| 2013 | 623             |
| 2014 | 650             |
| 2015 | 652             |
| 2016 | 690             |
| 2017 | 738             |
| 2018 | 780             |
| 2019 | 805             |
| 2020 | 840             |
| 2021 | 854             |
| 2022 | 870             |
| 2023 | 889             |
| 2024 | 922             |